# De amberkleurige kijker
De amberkleurige kijker (originele titel: The Amber Spyglass) is het derde en laatste deel van de driedelige boekenserie Het Noorderlicht van de Britse schrijver Philip Pullman. Het boek verscheen in 2000.
Deze serie bestaat uit Het gouden kompas, Het listige mes en De amberkleurige kijker.

## Inhoud
In dit deel van Het gouden kompas moeten Lyra Belacqua en Will Parry, de twee hoofdpersonages uit het vorige deel (Het listige mes), hun reis voortzetten naar een doel dat voor hen niet altijd even duidelijk is.
Wat Lyra en Will wel weten, is dat ze naar de dodenwereld moeten om Lyra's overleden vriend Roger te zoeken.
Lyra is hem tegengekomen in haar dromen, toen ze in slaap werd gehouden door Mevrouw Coulter, haar moeder.
Doordat ze hem in haar dromen is tegengekomen, weet ze zeker dat hun reis hen naar Roger voert.
De veerman zet hen uiteindelijk over, maar pas nadat zij hun dæmons achter hebben gelaten. De veerman staat symbool voor Charon, die de doden naar het dodenrijk overzet.
Eenmaal in de dodenwereld aangekomen, maken ze afschuwelijke dingen mee. Na een tijdje zoeken vinden ze niet alleen Roger, maar ook de vader van Will (John Parry) en Lee Scoresby (de aeronaut). De Harpijen zijn de bewakers van de dodenwereld, zij confronteren de doden met de fouten die zij tijdens hun leven hebben gemaakt. Dit verwijst naar de christelijke visie dat mensen moeten boeten voor hun fouten. Hier tegenover staat de visie van de schrijver dat fouten maken deel uitmaakt van het leven en dat dit noch goed noch fout is, maar iets wat gebeurt. Nadat de harpijen (Geen Naam) door Tialys zijn overtuigd dat mensen behalve fouten maken en zich leugenachtig kunnen gedragen, ze ook oprecht kunnen zijn, mogen alle doden samen met Lyra en Will het dodenrijk verlaten. Niet de eeuwige verdoemenis rest de mensheid als zij/hij sterft, maar na een bezoek aan het dodenrijk; een tijd van bezinning, gaat de mens op in het geheel der dingen. Als atomen, als Stof, als energie.
Dit is de afspraak die gemaakt wordt met Geen Naam, later Genadige Vleugels.
Religie biedt de mens slechts een beperkt (negatief) perspectief, Pullman heeft een positievere kijk op het menselijk leven, er is hoop; verbondenheid e.d.
Om de dodenwereld te verlaten moeten ze zich tot het uiterste geven. Op hun terugweg naar de wereld van de levenden maken ze een venster in een wereld, met het mes van Will, zodat zij naar hun eigen wereld terug kunnen en alle dode zielen ook hun vrijheid krijgen en zo eindelijk rust kunnen vinden.
Nadat ze dit venster hebben geopend, openen ze nog een ander venster dat hen toegang geeft tot de wereld van de vader van Lyra, Lord Asriel.
Het gevecht om Lyra is volop aan de gang. Vanaf het begin van het tweede boek proberen de Kerk en Lord Asriels leger Lyra en Will naar een van hun werelden te lokken. Ook hebben beide hun spionnen die hen voortdurend op de hoogte houden waar Lyra en Will zijn.
Ze komen uiteindelijk in de wereld van Lord Asriel terecht, waar ze moeten vechten voor hun leven. Tijdens deze strijd komen zowel Lord Asriel als mevrouw Coulter (Marisa) om het leven. De vader en moeder realiseren zich dat hun dochter de mensheid een nieuwe kans geeft om opnieuw te beginnen, zonder de erfzonde; bedacht door de rooms-katholieke kerk. Religie staat voor willekeur, macht, autoriteit en voor mensen die zichzelf ten koste van zijn medemens verrijken. Aan het eind zetten zij gezamenlijk alles op alles om hun dochter en haar vriendje te redden/helpen.
Lyra en Will komen erachter dat elke keer wanneer Will een venster opent, er een spook vrijkomt. Ook ontsnapt er stof door de vensters, zodat de zaaddoosbomen geen zaaddozen meer kunnen produceren. In deze wereld staat het mens-zijn voor een nieuw begin, opnieuw gaat het om de 'zondeval' waarnaar de religie refereert. De schrijver laat ons ervaren dat de vereniging van vrouw en man, beiden komend uit een periode van onschuld (de kindertijd) ook kan leiden tot iets positiefs. Religie, o.a.vertegenwoordigd door pater Gomez moet dit voorkomen, door Lyra te vermoorden. Zij en Will vertegenwoordigen de nieuwe kans die de mensheid wordt geboden. De goede engel Balthamos doodt Gomez op het moment dat hij de mogelijkheid krijgt Lyra te vermoorden. Dat was zijn laatste daad waarmee hij de mensheid redt en zelf opgaat in het grotere geheel. Er kan maar één venster open blijven. Will besluit dat dat het venster van de dodenwereld moet zijn, zodat er een uitgang is voor de doden. Dit betekent dat Will en Lyra elkaar nooit meer kunnen zien.
Het boek eindigt als Will het listige mes vernietigt en hij met Lyra afspreekt om eens in het jaar een uur in het park te zitten, zodat ze toch nog zo dicht bij elkaar zijn als mogelijk is. Beiden op dezelfde bank maar dan in een andere dimensie. Will leert de engel Xaphania hoe zij en haar zusters alle vensters die ooit zijn geopend om naar de vele werelden te reizen moeten sluiten. De openingen zijn gemaakt door het mes dat door de wetenschappers van de toren van Cittàgazza is gemaakt. Het dichtmaken van die openingen is dus niet de taak van Will of Lyra, maar van hen. Will en Lyra krijgen ieder de taak in hun eigen wereld hun leven weer vorm te geven. Dr. Mary Malone gaat met Will mee terug naar zijn wereld en Lyra gaat naar haar wereld met Serafina. Omdat beiden hun eigen leven weer af mogen maken, is het evenwicht hersteld.
Thema's:
- De verantwoordelijkheid die ieder mens draagt;
- Kennis de rol van de wetenschap;
- Goed en kwaad kent vele gezichten en is beide in eenieder aanwezig;
- Solidariteit;
- Het goede in de mens en waar dit toe leidt;
- Fantasie; leven in meerdere dimensies;
- Evolutie, de meerdere dimensies toen o.a. de verschillende stadia van onze evolutie;
- De ziel, het geweten (dæmon);
- Mensen met macht die deze misbruiken;
- Religie en haar 'bedenkelijke' kanten.